# Stygobromus spinosus
Stygobromus spinosus is een vlokreeftensoort uit de familie van de Crangonyctidae. De wetenschappelijke naam van de soort is voor het eerst geldig gepubliceerd in 1940 door Hubricht & Mackin.